# Hyperolius steindachneri
Hyperolius steindachneri är en groddjursart som beskrevs av Bocage 1866. Hyperolius steindachneri ingår i släktet Hyperolius och familjen gräsgrodor. IUCN kategoriserar arten globalt som livskraftig. Inga underarter finns listade i Catalogue of Life.